# Adwolf
Adwolf és una concentració de població designada pel cens dels Estats Units a l'estat de Virgínia. Segons el cens del 2000 tenia 1.457 habitants.

## Demografia
Segons el cens del 2000, Adwolf tenia 1.457 habitants, 587 habitatges, i 459 famílies. La densitat de població era de 71,7 habitants per km².
Dels 587 habitatges en un 29% hi vivien nens de menys de 18 anys, en un 65,1% hi vivien parelles casades, en un 9,2% dones solteres, i en un 21,8% no eren unitats familiars. En el 18,4% dels habitatges hi vivien persones soles el 7,5% de les quals corresponia a persones de 65 anys o més que vivien soles. El nombre mitjà de persones vivint en cada habitatge era de 2,48 i el nombre mitjà de persones que vivien en cada família era de 2,79.
Per edats la població es repartia de la següent manera: un 20,1% tenia menys de 18 anys, un 8,3% entre 18 i 24, un 29% entre 25 i 44, un 29% de 45 a 60 i un 13,5% 65 anys o més.
L'edat mediana era de 41 anys. Per cada 100 dones de 18 o més anys hi havia 98,6 homes.
La renda mediana per habitatge era de 37.117 $ i la renda mediana per família de 42.941 $. Els homes tenien una renda mediana de 29.861 $ mentre que les dones 20.038 $. La renda per capita de la població era de 16.880 $. Entorn del 3,6% de les famílies i el 7,8% de la població estaven per davall del llindar de pobresa.

## Poblacions més properes
El següent diagrama mostra les poblacions més properes.